# Kingsley Amis
Sir Kingsley William Amis [Ejmis] (16. dubna 1922, Londýn, Spojené království – 22. října 1995, Londýn, Spojené království) byl anglický spisovatel a básník.

## Život
V Londýně studoval na City of London School a poté St. John's College v Oxfordu. Jelikož vypukla druhá světová válka, musel přerušit studia, během této války sloužil v britské armádě (konečná hodnost – poručík). Po válce (roku 1949) studium v Oxfordu dokončil. Na škole uzavřel celoživotní přátelství s básníkem Philipem Larkinem. Od roku 1949 působil jako vysokoškolský učitel angličtiny na několika univerzitách ve Velké Británii a Spojených státech. Za román Staří parťáci získal roku 1986 Man Bookerovu cenu. Roku 1990 byl povýšen do šlechtického stavu.

## Příbuzenstvo
- syn: Martin Amis, spisovatel
- bratr: John Amis, hudebník

## Dílo
Počátek jeho díla je spojen s generací rozhněvaných mladých mužů, pozdější romány lze považovat za satirické. Je považován za zakladatele tzv. univerzitního románu.
Jeho poezie patří do skupiny The Movement.
- Lucky Jim – 1954 (Šťastný Jim, 1959) – román o mladém vysokoškolském učiteli Jimu Dixonovi, který pomocí komična revoltuje proti akademickému prostředí, tím se autor vysmívá konvencím. Nekonvenčním chováním hlavního hrdiny vznikají komické a trapné situace.
- That Uncertain Feeling – 1955 (Ten nejasný pocit)
- I Like It Here – 1958 (Mně se tu líbí, 2001)
- One Fat Englishman – 1963 (Tlustý Angličan, 1968)
- The Egyptologists – 1965, napsáno spolu s Robertem Conquestem (Egyptologové, 1969)
- The Anti-Death League 1966 (Liga proti smrti)
- I Want It Now – 1968 (Chci to hned, 1991) – toto dílo sleduje osudy muže, který se připlete do snobské společnosti kvůli své lásce k dívce, která trpí sexuálními problémy – těžce dosahuje uspokojení, je nervózní. Kniha končí působivě v televizním studiu.
- Colonel Sun – 1968 (Plukovník Sun, 2019) – román o agentu Jamesi Bondovi, původně vydáno pod pseudonymem Robert Markham
- The Green Man – 1969 (U zeleného muže, 1993)
- The Alteration – 1976 (Přeměna, 1994)
- Jake's Thing – 1978 (Jakeův problém, 1985)
- The Old Devils – 1986 (Staří parťáci, 1992)
- The Russian Girl – 1994 (Šťastná Anna, 1995)
- You Can't Do Both – 1994 (Obojí dělat nemůžeš, 1996) – částečně autobiografické
- The Biographer's Moustache – 1995 (Životopiscův knír, 1997)